# اشتاینگادن
اشتاینگادن (به آلمانی: Steingaden) یک شهر در آلمان است که در بایرن واقع شده‌است.

## خصوصیات
اشتاینگادن ۶۴٫۰۹ کیلومترمربع مساحت دارد ۷۶۳ متر بالاتر از سطح دریا واقع شده‌است.